# Hållbarhetsindex
Hållbarhetsindex är ett index som mäter hållbarhet ur de tre perspektiven miljömässig, social och ekonomisk hållbarhet. Vanligen mäter ett hållbarhetsindex hur en målgrupp uppfattar en organisations hållbarhetsarbete, exempelvis hur konsumenter uppfattar olika varumärken. Hållbarhetsindex syftar vanligen på upplevd hållbarhet, men kan också syfta på olika mätetal för faktiskt hållbarhet.

## Upplevd hållbarhet
En av faktorerna som avgör människors val av olika leverantörer, varor och tjänster är upplevd hållbarhet, till skillnad från faktiskt hållbarhet. Sättet att mäta faktisk hållbarhet kan vara komplext och metodiken varierar varierar från bransch till bransch, att mäta upplevd hållbarhet är däremot lättare att sätta upp en standardiserad metod för. Därför är upplevd hållbarhet ett relevant nyckeltal för företag som vill förstå och utveckla sitt hållbarhetsarbete.
Sedan 2008 har Svenskt Kvalitetsindex (SKI) mätt relationen mellan kundnöjdhet och hur kunden har uppfattat företags samhällsansvar. Utifrån de studierna lanserades 2022 begreppet hållbarhetsindex som ett sammanslaget mått på hur kunder upplever ett företags eller annan organisations hållbarhetsarbete, Skalan går från 0-100, ju högre betyg, desto mer hållbar upplevs ett företag vara av sina kunder. Metoden har utvecklats till en standard för att mäta upplevd hållbarhet.
Det finns flera liknande metoder att mäta upplevd hållbarhet som erbjuds av olika kommersiella leverantörer, exempelvis Kantar och SB Insights.

## Faktisk hållbarhet
Begreppet hållbarhetsindex kan användas för att beskriva organisationers faktiska engagemang inom miljö och samhälle. Det finns dock ingen bred standard för att mäta faktiska insatser, och särskilt inom social hållbarhet är det svårt sätta exakta siffror. Rädda barnen har en metod att mäta faktisk social hållbarhet på individnivå. 
Inom miljömässig faktisk hållbarhet finns inte heller någon standard, däremot flera varianter exempelvis i aktiemarknaden där NASDAQoch  Dow Jones som båda har hållbarhetsindex för den nordiska aktiemarknaden. Ett annat exempel på en eget hållbarhetsindex är Svenskt Vattens HBI vilket är ett index som används för att bedöma kommuners arbete med vatten och avlopp.

## Rapportering av hållbarhetsindex
Faktisk och upplevd hållbarhet redovisas enligt EU:s direktiv om företags hållbarhetsrapportering – Corporate Sustainability Reporting Directive (CSRD). Enligt CSRD ska inte bara de faktiska insatserna redovisas utan även hållbarhetsarbetets inverkan på företagets utveckling, resultat och ställning. Därför är kundens uppfattning av företagets hållbarhetsarbete centralt och ett nyckeltale som kan användas är hållbarhetsindex.